# NGC 5401
NGC 5401 is een spiraalvormig sterrenstelsel in het sterrenbeeld Jachthonden. Het hemelobject werd op 1 mei 1785 ontdekt door de Duits-Britse astronoom William Herschel.

## Synoniemen
- UGC 8916
- MCG 6-31-40
- ZWG 191.28
- PGC 49810